# Damnatio memoriae

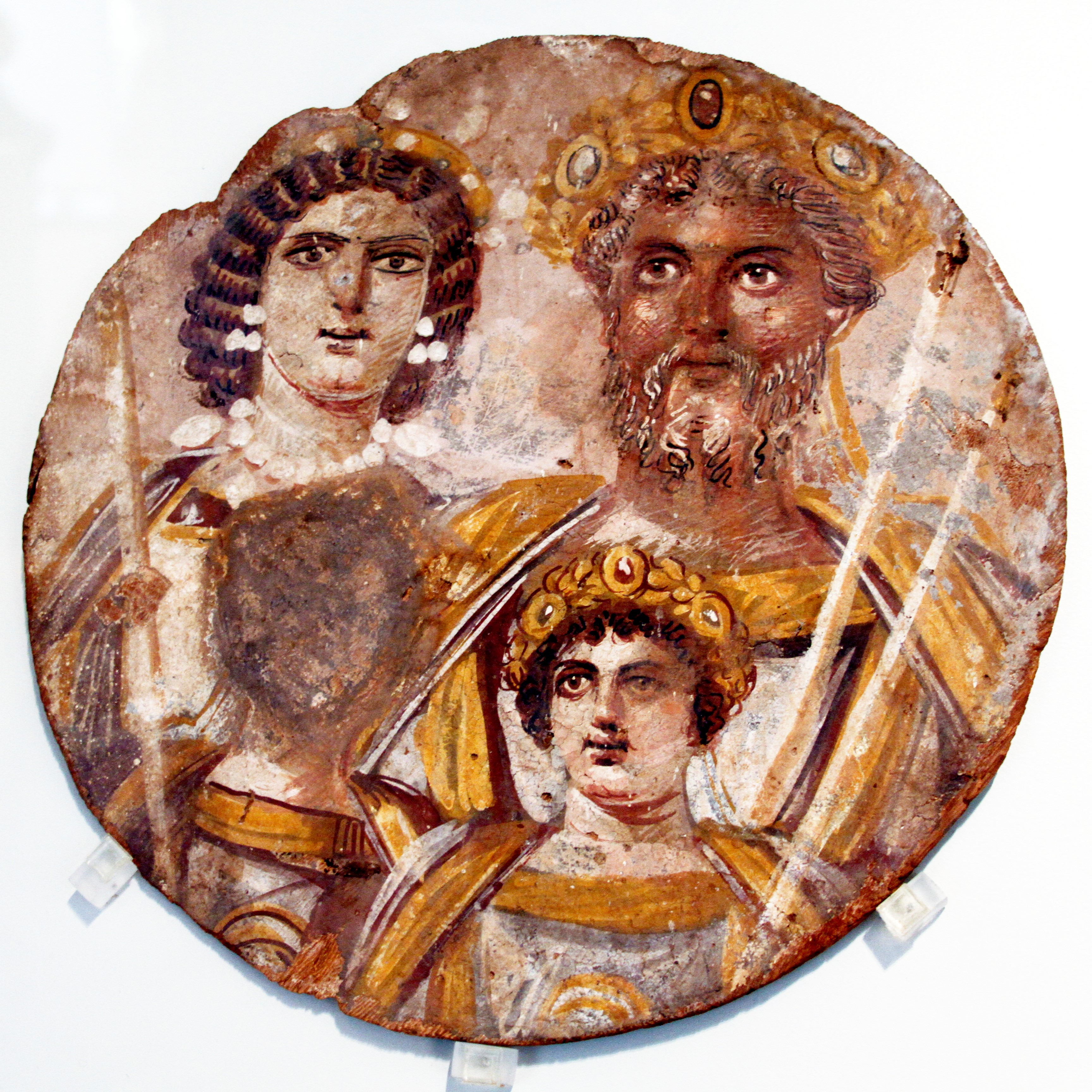
Framställning av kejsar Septimius Severus familj med sonen Getas ansikte utsuddat.

Damnatio memoriae (latin "fördömande av minnet") innebär att utradera en person ur det gemensamma minnet.
Grunden för utplånandet är att maktutövning delvis sker med visuell hjälp – porträtt, monument, inskriptioner etc. Objekten är inte bara symboler i största allmänhet för härskaren utan är så laddade att ett angrepp mot symbolerna jämställs med ett ideologiskt eller t.o.m. fysiskt angrepp på härskaren.
Rent praktiskt förstörs samtliga bilder, statyer och inskriptioner som hänsyftar på eller förknippas med personen.
Under Nya riket i Egypten blev faraonerna Hatshepsut, Akhenaton, Smenkhkare och Tutankhamun bortsuddade ur folkminnet på detta sätt. Damnatio memoriae drabbade bland annat flera romerska kejsare, till exempel Caligula, Nero, Domitianus och Geta. 
Ett svenskt exempel är Gustav IV Adolf sedan han avsatts i maj 1809. I Sovjetunionen retuscherades under Stalins tid regelmässigt alla officiella foton för att stämma med den politiska uppfattningen för dagen. Efter 1989 har man överallt i före detta Sovjetunionen och det forna Östeuropa ägnat sig åt att demontera såväl Lenin- som Stalin-statyer.